# Дейтонські угоди
Де́йтонські уго́ди — мирний договір між Сербією, Хорватією та Боснією і Герцеґовиною про завершення Боснійської війни, підписаний у листопаді 1995 року в Дейтоні, штат Огайо. Ініціаторами угоди були Велика Британія та США. Крім них, підписання засвідчили Франція, Німеччина, Росія та Європейський Союз.
Переговори тривали в серпні — листопаді 1995 на американській військовій базі поблизу містечка Дейтон (штат Огайо) за участю президента Союзної Республіки Югославія Слободана Мілошевича, президента боснійських мусульман Алії Ізетбеговича та президента Хорватії Франьо Тунджмана. Значна роль у підписанні угод належала президенту США Біллу Клінтону.
Згідно з Дейтонськими угодами, Боснія і Герцеговина залишалася єдиною державою, що складалась із двох суб'єктів: Мусульмано-Хорватської Федерації та Республіки Сербської з єдиними федеральними інститутами влади. Сараєво відходило до Мусульмано-Хорватської Федерації, а місто Горажде передбачалось зв'язати з Федерацією спеціальним коридором. Згідно з мирною угодою, через 9 місяців мали бути проведені вільні й справедливі вибори єдиного президента та законодавчих органів обох учасників конфедерації, а також місцевих органів влади.
Дейтонські угоди зобов'язували сторони завершити виведення усіх своїх військ за лінію припинення вогню протягом 30 днів і встановлювали демілітаризовані зони для роз'єднання ворожих сторін завширшки 2 км по обидва боки від лінії припинення вогню. Згідно з угодами, забезпечення їхньої реалізації та зміцнення миру покладалось на 60-тисячний контингент Сил IFOR, котрі мали діяти під командуванням НАТО.
Угода передбачала відмову Сербії від підтримки боснійських сербів з метою створення «Великої Сербії», а Хорватії — від приєднання земель боснійських хорватів. Сербія та Хорватія визнавали суверенітет і територіальну цілісність Боснії та Герцеговини. На цій території створювалася конфедерація у складі Хорватсько-мусульманської федерації та Республіки Сербської. На заміну миротворцям ООН з 1 січня 1996 на території Боснії та Герцеговини діяли миротворці НАТО. 
Однак за домовленістю з НАТО тут залишалися миротворчі підрозділи країн, в тому числі України, які не були членами цієї організації, але були готові продовжувати миротворчу місію, спираючись на положення її програми «Партнерство заради миру». Унаслідок цього миротворча операція в Боснії та Герцеговині стала важливим етапом у налагодженні оперативної співпраці у миротворчій діяльності між Україною та НАТО. 
Український контингент, який діяв тут від 1992 за мандатом Ради Безпеки ООН, гарантував безпеку сербів, мусульман та хорватів у містах Сараєво, Травнік, Горажде, Баня Лука, Тузла, залишався на території Боснії та Герцеговини впродовж 1996–1999. У травні 1999 за рішенням Верховної Ради України українські миротворці передислоковані з території Боснії та Герцеговини на територію Косова.
Д.м.у. покінчили з «гарячою» фазою громадянської та релігійної (цивілізаційної) війни у Боснії та Герцеговині. 2006 НАТО передало відповідальність за безпеку в Боснії та Герцеговині Європейському Союзу. Однак створені впродовж 1996–2010 органи влади цієї республіки залишаються поділеними за етнічною та конфесійною ознаками. Триває переговорний процес про надання Боснії та Герцеговині статусу асоційованого члена Європейського Союзу.
Підписання угод відбулося 14 грудня 1995 в Парижі.